# Marsannay-le-Bois
Marsannay-le-Bois ist eine französische Gemeinde mit 842 Einwohnern (Stand: 1. Januar 2022) im Département Côte-d’Or in der Region Bourgogne-Franche-Comté. Sie gehört zum Arrondissement Dijon und zum Kanton Is-sur-Tille. 

## Geographie
Marsannay-le-Bois liegt etwa 15 Kilometer nordnordöstlich von Dijon. Die Gemeinde wird umgeben von Chaignay im Norden und Nordwesten, Gemeaux im Norden und Nordosten, Flacey im Osten, Clénay im Südosten, Norges-la-Ville im Süden, Savigny-le-Sec im Südwesten sowie Épagny im Westen.

## Bevölkerungsentwicklung
| Jahr                       | 1962 | 1968 | 1975 | 1982 | 1990 | 1999 | 2006 | 2013 | 2019 |
| Einwohner                  | 324  | 311  | 453  | 522  | 592  | 673  | 718  | 823  | 843  |
| Quellen: Cassini und INSEE |      |      |      |      |      |      |      |      |      |

## Sehenswürdigkeiten

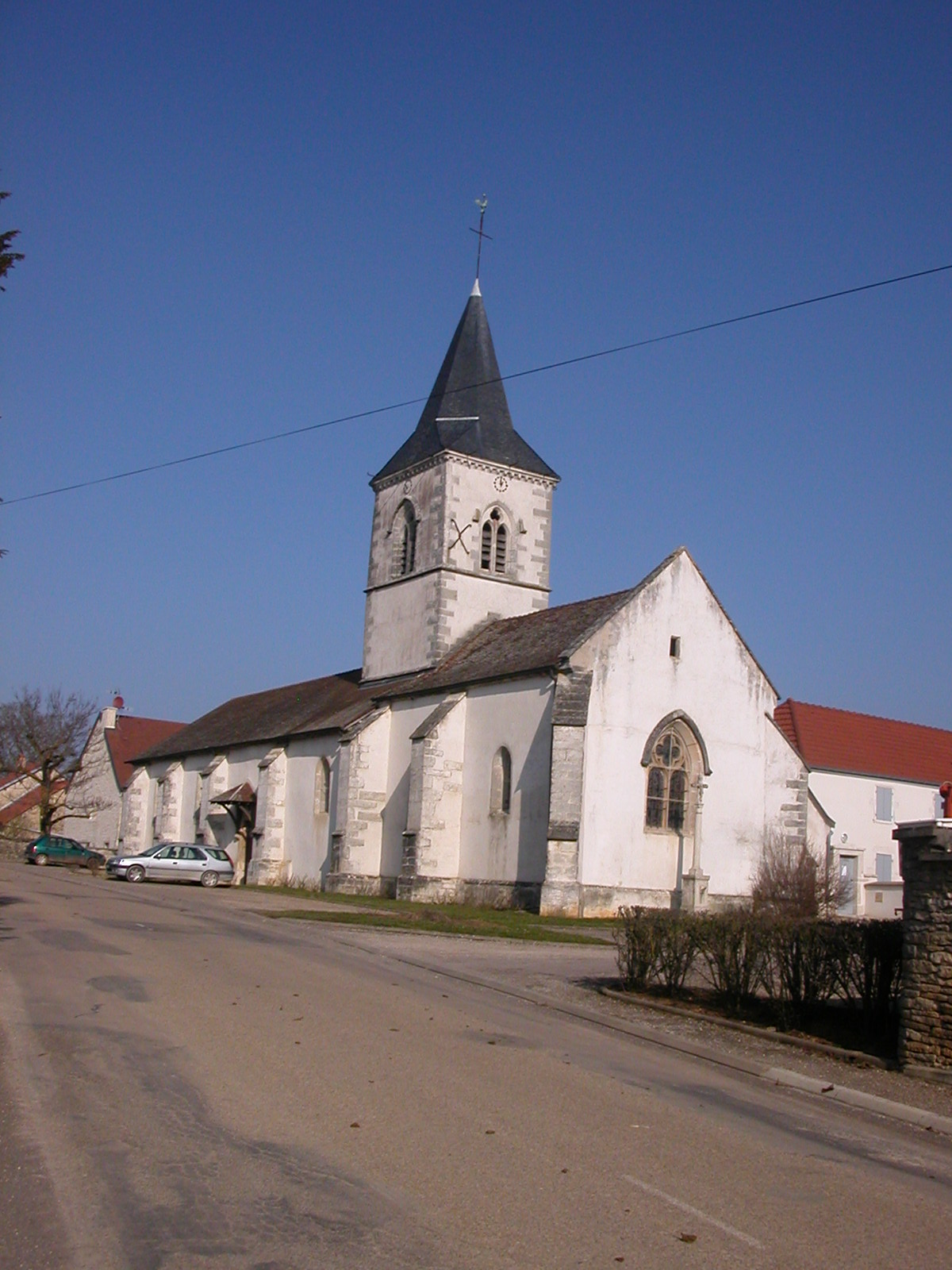
Kirche Nativité-de-la-Vierge

- Kirche Nativité-de-la-Vierge